# ゲイリー・ライドストロム
ゲイリー・ロジャー・ライドストロム（Gary Roger Rydstrom、1959年6月29日 - ）は、アメリカ合衆国のサウンドデザイナー・映画監督。

## 経歴
1981年に南カリフォルニア大学映画芸術学部を卒業。1983年に北カリフォルニアのスカイウォーカー・サウンドで働き始めた。ゲイリーは『スター・ウォーズ』の音響デザイナーであるベン・バートと頻繁に活動した。
『インディ・ジョーンズ/魔宮の伝説』で音響技師として貴重な経験を積んだ後、ライドストロムはコメディ映画『スペースボール』のサウンドデザインを担当した。ゼロから準備した『バックドラフト』のサウンドデザインは、『ターミネーター2』のサウンドの前身となるものである。『バックドラフト』のオリジナル音響効果はいつも再利用され、『ロード・オブ・ザ・リング』映画3部作や『シュレック』など、数多くの映画で使用されている。
『ターミネーター2』では、リアルな音響効果を作り出すために今日でも使用されている技術を開発し、アカデミー賞を受賞した。また、ライドストロムは『ターミネーター2』の監督ジェームズ・キャメロンと協力して、『ターミネーター』の新しい5.1サラウンドミックスを手がけた。
『ジュラシック・パーク』では、動物の鳴き声を多数ミックスして恐竜の鳴き声を作り、まるで有史以前の巨大な獣が観客を取り囲んでいるかのような音響効果を実現し、さらなる革新的なサウンドを生み出したのである。この作品はアカデミー賞受賞作品であり、映画としては初めてDTSで上映された。ゲイリーが作ったT-レックスの咆哮は、後に『バグズ・ライフ』のディム、『アバター』のサナター、『パーシー・ジャクソンとオリンポスの神々』のヒドラに再利用された。
彼はその後、『タイタニック』、『プライベート・ライアン』、『マイノリティ・リポート』、『ファインディング・ニモ』など数多くの映画の音響効果を担当することになった。MPSE生涯功労賞を受賞し、様々なサウンドデザインフォーラムで定期的に講演を行い、サウンドデザインを志すアーティストに幅広い知識と熱意を伝えている。
ピクサーの短編映画『リフテッド』で監督デビューし、14回目のアカデミー賞ノミネートを果たした。同作品は、2006年のアニメーション・ショー・オブ・ショーに選ばれた。2008年に発表された長編デビュー作『Newt』は、2匹の青い足のイモリの冒険と、彼らの協力のための奮闘を描いた作品とされている。制作の初期段階まで進んだとされるが、ストーリーの問題から2011年初めにピクサーによってキャンセルされた。ピクサーの短編『ハワイアン・バケーション 』やルーカスフィルムの長編アニメーション『ストレンジマジック』も監督している。
日本アニメでもOVA作品『孔雀王』の「鬼環祭」（1988年）、『ジョジョの奇妙な冒険』Adventure8以降（1993-94年）のサウンドデザインを手掛けたほか、スタジオジブリ作品『ゲド戦記』、『借りぐらしのアリエッティ』、『風立ちぬ』の英語版収録にも関わっている。

## フィルモグラフィ
- インディ・ジョーンズ/魔宮の伝説（1984年）- 音響技師
- ルクソーJr. Luxo Jr.（1986年）- サウンドデザイン
- スペースボール Spaceball(1987) - サウンドデザイン
- レッズ・ドリーム Red's Dream (1987) - サウンドデザイン
- カラーズ 天使の消えた街 Colors (1987) - サウンドデザイン
- キャプテンEO Captain EO (1987) - サウンドデザイン
- ティン・トイ Tin Toy (1988) - サウンドデザイン
- ウィロー Willow  (1988) - フォーリーアーティスト
- オールウェイズ Always (1989) - リレコーディングミキサー
- ニックナック Knick Knack (1989) - サウンドデザイン
- F/X2 イリュージョンの逆転 F/X2 The Deadly Art Of Illusion (1991)  - サウンドデザイン&リレコーディングミキサー
- バックドラフト Backdraft (1991)  - サウンドデザイン&リレコーディングミキサー
- ターミネーター2 Terminator 2: Judgment Day (1991)  - サウンドデザイン&リレコーディングミキサー
- ルームメイト Single White Female (1992)  - サウンドデザイン&リレコーディングミキサー
- ジュラシック・パーク Jurassic Park (1993)  - サウンドデザイン&リレコーディングミキサー
- ミセス・ダウト Mrs. Doubtfire (1993)  - サウンドデザイン&リレコーディングミキサー
- 赤ちゃんのおでかけ Baby's Day Out (1994)  - サウンドデザイン&リレコーディングミキサー
- キャスパー Casper (1995)  - サウンドデザイン
- ストレンジ・デイズ/1999年12月31日 Strange Days (1995)  - サウンドデザイン&リレコーディングミキサー
- トイ・ストーリー Toy Story (1995)  - サウンドデザイン&リレコーディングミキサー
- ジャイアント・ピーチ James and the Giant Peach (1996)  - サウンドデザイン&リレコーディングミキサー
- ミッション:インポッシブル Mission: Impossible (1996) - リレコーディングミキサー
- ロスト・ワールド/ジュラシック・パーク The Lost World: Jurassic Park (1997)  - サウンドデザイン&リレコーディングミキサー
- ヘラクレス Hercules (1997)  - サウンドデザイン&リレコーディングミキサー
- タイタニック Titanic  (1997) - サウンドデザイン&リレコーディングミキサー
- プライベート・ライアン Saving Private Ryan (1998) - サウンドデザイン&リレコーディングミキサー
- バグズ・ライフ A Bug's Life (1998) - サウンドデザイン&リレコーディングミキサー
- スター・ウォーズ エピソード1/ファントム・メナス Star Wars: Episode I – The Phantom Menace (1999) - リレコーディングミキサー
- トイ・ストーリー2 Toy Story 2 (1999) - サウンドデザイン&リレコーディングミキサー
- 102 102 Dalmatians (2000) - サウンドデザインコンサルタント&リレコーディングミキサー
- アトランティス 失われた帝国 Atlantis: The Lost Empire (2001) - サウンドデザイン&リレコーディングミキサー&スーパーバイジングサウンドエディター
- モンスターズ・インク Monsters, Inc. (2001) - サウンドデザイン&リレコーディングミキサー
- スター・ウォーズ エピソード2/クローンの攻撃 Star Wars: Episode II - Attack of the Clones (2002) - リレコーディングミキサー
- マイノリティ・リポート Minority Report (2002) - サウンドデザイン&リレコーディングミキサー
- パンチドランク・ラブ Punch-Drunk Love (2002) - サウンドデザイン&リレコーディングミキサー
- ファインディング・ニモ Finding Nemo (2003) -サウンドデザイン&スーパーバイジングサウンドエディター&リレコーディングミキサー
- ミッキーのフィルハーマジック Mickey's PhilharMagic (2003) サウンドデザイン
- ハルク Hulk (2003) - サウンドデザイン&リレコーディングミキサー
- ピーター・パン Peter Pan (2003) - サウンドデザイン&リレコーディングミキサー
- リフテッド Lifted (2006) - 監督、脚本、サウンドデザイン
- ゲド戦記 (2006) - 英語版制作
- 借りぐらしのアリエッティ (2010) - アメリカ英語版制作
- SUPER8/スーパーエイト Super 8  (2011) - 共同サウンドデザイン
- ハワイアン・バケーション Hawaiian Vacation (2011) - 監督、脚本
- タンタンの冒険/ユニコーン号の秘密 The Adventures of Tintin (2011) - サウンドコンサルタント
- ミッション：インポッシブル/ゴースト・プロトコル Mission: Impossible – Ghost Protocol (2011) - サウンドデザイン&リレコーディングミキサー
- 戦火の馬 War Horse  (2011) - サウンドデザイン&スーパーバイジングサウンドエディター&リレコーディングミキサー
- コクリコ坂から (2011) - 英語版音響監督
- メリダとおそろしの森 Brave (2012) - サウンドデザイン&リレコーディングミキサー
- シュガー・ラッシュ Wreck-It Ralph (2012) - サウンドデザイン&リレコーディングミキサー
- リンカーン Lincoln (2012) - サウンドデザイン&リレコーディングミキサー
- 風立ちぬ (2013) - 英語版制作
- フェイス・オブ・ラブ The Face of Love (2013) - サウンドコンサルタント
- ストレンジ・マジック Strange Magic (2015) - 監督、脚本
- トゥモローランド Tomorrowland (2015) - サウンドデザイン&リレコーディングミキサー
- ジュラシック・ワールド Jurassic World (2015) - コンサルティングサウンドデザイナー
- ブリッジ・オブ・スパイ Bridge of Spies (2015) - サウンドデザイン&リレコーディングミキサー
- スター・ウォーズ/フォースの覚醒 Star Wars: The Force Awakens (2015) - リレコーディングミキサー
- BFG: ビッグ・フレンドリー・ジャイアント The BFG (2016) - リレコーディングミキサー
- ペンタゴン・ペーパーズ/最高機密文書 The Post (2017) - サウンドデザイン&リレコーディングミキサー
- レディ・プレイヤー1 Ready Player One (2018) - サウンドデザイン&リレコーディングミキサー
- シュガー・ラッシュ:オンライン Ralph Breaks the Internet (2018) - サウンドデザイン
- アド・アストラ Ad Astra (2019) - サウンドデザイン&リレコーディングミキサー
- ウエスト・サイド・ストーリー West Side Story (2021) - サウンドデザイン&リレコーディングミキサー

## 賞歴
| 賞           | 年   | 部門           | 作品                                            | 結果       |
| ------------ | ---- | -------------- | ----------------------------------------------- | ---------- |
| アカデミー賞 | 1991 | 音響効果編集賞 | ターミネーター2                                 | 受賞       |
| アカデミー賞 | 1991 | 音響効果編集賞 | バックドラフト                                  | ノミネート |
| アカデミー賞 | 1991 | 録音賞         | ターミネーター2                                 | 受賞       |
| アカデミー賞 | 1991 | 録音賞         | バックドラフト                                  | ノミネート |
| アカデミー賞 | 1993 | 音響効果編集賞 | ジュラシック・パーク                            | 受賞       |
| アカデミー賞 | 1993 | 録音賞         | ジュラシック・パーク                            | 受賞       |
| アカデミー賞 | 1997 | 録音賞         | タイタニック                                    | 受賞       |
| アカデミー賞 | 1998 | 音響効果編集賞 | プライベート・ライアン                          | 受賞       |
| アカデミー賞 | 1998 | 録音賞         | プライベート・ライアン                          | 受賞       |
| アカデミー賞 | 1999 | 録音賞         | スター・ウォーズ エピソード1/ファントム・メナス | ノミネート |
| アカデミー賞 | 2001 | 音響編集賞     | モンスターズ・インク                            | ノミネート |
| アカデミー賞 | 2002 | 音響編集賞     | マイノリティ・リポート                          | ノミネート |
| アカデミー賞 | 2003 | 音響編集賞     | ファインディング・ニモ                          | ノミネート |
| アカデミー賞 | 2006 | 短編アニメ賞   | リフテッド                                      | ノミネート |
| アカデミー賞 | 2011 | 音響編集賞     | 戦火の馬                                        | ノミネート |
| アカデミー賞 | 2011 | 録音賞         | 戦火の馬                                        | ノミネート |
| アカデミー賞 | 2012 | 録音賞         | リンカーン                                      | ノミネート |
| アカデミー賞 | 2015 | 録音賞         | ブリッジ・オブ・スパイ                          | ノミネート |
| アカデミー賞 | 2019 | 録音賞         | アド・アストラ                                  | ノミネート |
| アカデミー賞 | 2021 | 録音賞         | ウエスト・サイド・ストーリー                    | ノミネート |